# Editora Nacional Quimantu
Editora Nacional Quimantú foi uma editora chilena criada em 1971 pelo governo da Unidade Popular de Salvador Allende. A editora foi fundada sob a premissa de ofertar literatura, principalmente da cultura chilena, a um preço acessível para a classe trabalhadora. Quimantú é o mapuche para "sol do conhecimento".
A Editora foi refundada como Editoral Quimantú, que está sob voga de "um grupo de pessoas que decidiu que os sonhos não são muito úteis se não tentarmos torná-los realidade, pertencentes a organizações sociais, culturais e políticas em vários setores de Santiago do Chile."